# They Gave Him a Gun
They Gave Him a Gun is een Amerikaanse film noir uit 1937 onder regie van W.S. Van Dyke. Destijds werd de film in Nederland uitgebracht onder de titel Men gaf hem ’n geweer.

## Verhaal
Jimmy is een verlegen klerk en Fred werkt bij het circus. Ze hebben allebei een oogje op Rose Duffy. Tijdens de Eerste Wereldoorlog overwint Jimmy zijn angst en hij sluit zich aan bij het leger. Na de oorlog wordt hij een crimineel. Hij trouwt met Rose, maar als ze ontdekt dat Jimmy een bandiet is, zorgt ze ervoor dat hij wordt gearresteerd door de politie. Rose kan de eindjes niet meer aan elkaar knopen en neemt een baantje aan bij Fred in het circus. Jimmy gelooft dat ze een verhouding hebben en hij ontsnapt uit de gevangenis om Fred te vermoorden.

## Rolverdeling
| Acteur             | Personage           |
| ------------------ | ------------------- |
| Spencer Tracy      | Fred P. Willis      |
| Gladys George      | Rose Duffy          |
| Franchot Tone      | Jimmy Davis         |
| Edgar Dearing      | Sergeant Meadowlark |
| Mary Treen         | Saxe                |
| Cliff Edwards      | Laro                |
| Charles Trowbridge | Rechter             |